# Jagdschloss Louisburg Griesheim

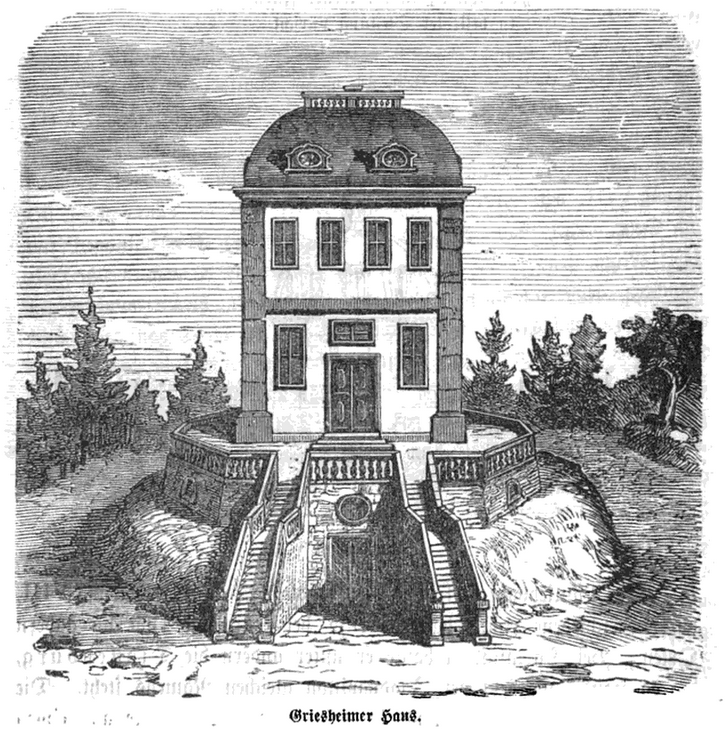
Der erste Bau von 1713 bis 1736: damals Griesheimer Haus oder Jagdhaus Griesheim genannt.

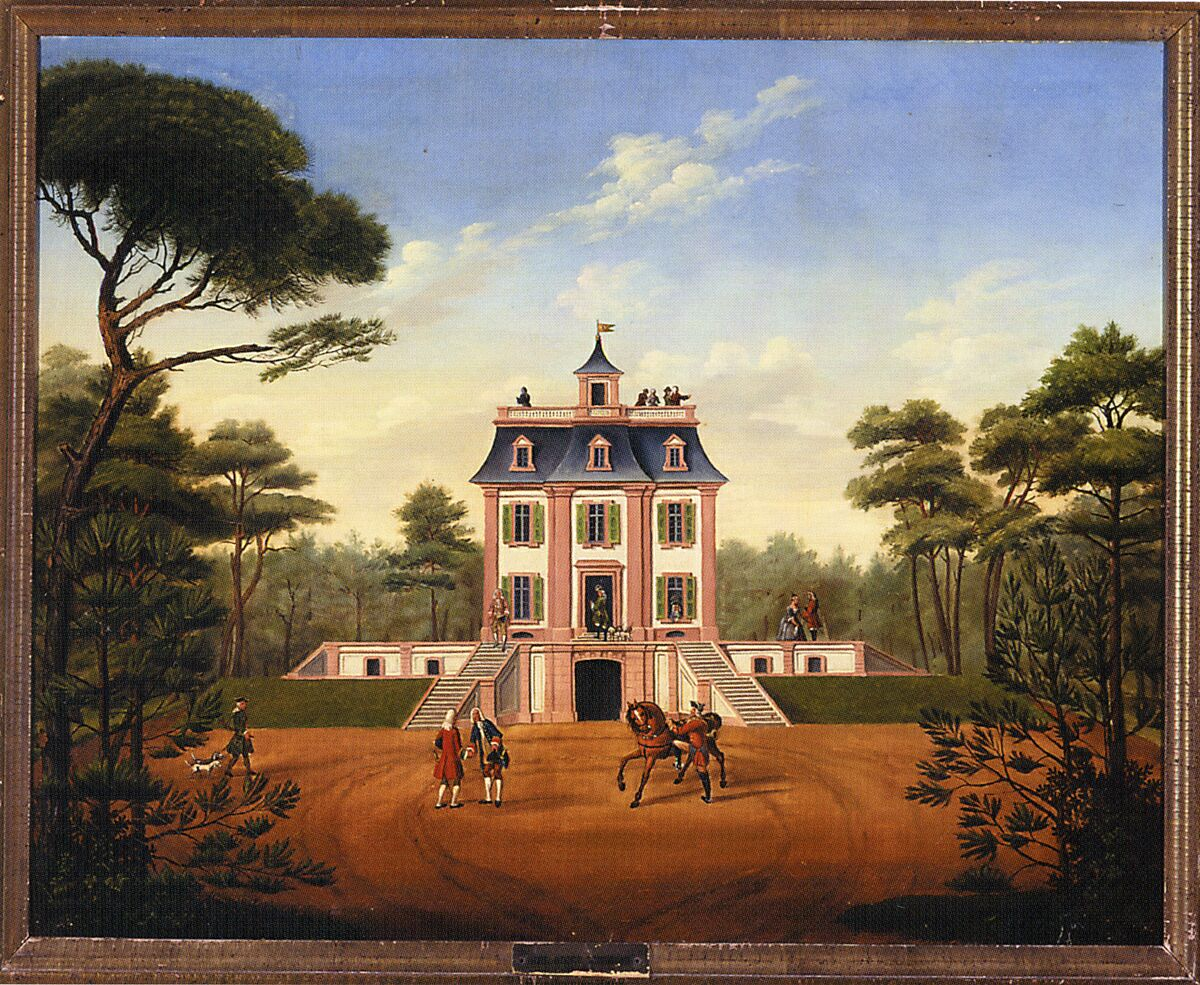
Das Jagdschloss Louisburg (Ludwigsburg) ab 1740

Das Jagdschloss Louisburg Griesheim oder auch Fürstliches Jagdhaus Louisbourg oder einfach Griesheimer Haus bzw. Ludwigsburg war ein Jagdschloss auf der Gemarkungsgrenze zwischen Griesheim und Darmstadt im 18. Jahrhundert. Der Standort liegt heute auf dem Gebiet des Darmstädter Stadtteiles Darmstadt-West im Süden Hessens.

## Lage
Das Anwesen lag zwischen Darmstadts heutigem Stadtteil Bessungen und Griesheim an der Verlängerung des heutigen Hausweges nach Südwesten in den Griesheimer Wald (damals Griesheimer Tanne genannt) auf 122 m NHN, wo es am Treffpunkt von acht sternenförmigen Schneisen als Jagdhaus und späteres Jagdschlösschen stand. Das abgebrochene Anwesen lokalisiert sich heute einige Hundert Meter südöstlich des Darmstädter Kreuzes an einem Punkt, der von der Autobahn A5 geschnitten wird und etwa 800 m westlich der Heimstättensiedlung liegt. Wegschneisen existieren heute nur noch nach Norden und Osten.

## Geschichte
Der erste Bau als Jagdschloss wurde im Auftrag des hessisch-darmstädtischen Landgrafen Ernst Ludwig 1713 (manchmal wird auch 1714 genannt) errichtet. Es war Ausdruck der Jagdleidenschaft des Landgrafen, der um und zu Beginn des 18. Jahrhunderts mehrere dieser kleinen Jagdschlösser rund um Darmstadt errichtete. Das größere Jagdschloss Bickenbach, die Dianaburg, das Bessunger Jagd- und Kavaliershaus und das Neue Jagdschloss Jägersburg, in dem der Landgraf 1739 starb, seien erwähnt. Dabei strapazierte er, zusätzlich zum Umbau des Darmstädter Residenzschlosses ab 1715, die Finanzen der Landgrafschaft Hessen-Darmstadt so sehr, dass er durch die oppositionelle Beamtenschaft und Theologen gezwungen wurde, die Parforcejagd 1718 aufzugeben. Mehrere der kleinen Jagdschlösser wurden nach oder während der Regierungszeit seines Sohnes aufgegeben und abgebrochen oder dem Verfall anheimgegeben.
Das Griesheimer Haus war ein zweistöckiges kleines Jagdschloss, was nur bis 1736 bestand und dann einstürzte.
Ein neues Schlösschen wurde 1740 im Auftrag seines ältesten Sohnes Landgraf Ludwig VIII. von Hessen-Darmstadt errichtet und erhält nun den Namen Louisbourg (Ludwigsburg). Auch dieser barocke Bau stand nur relativ kurze Zeit, genau 34 Jahre. Als repräsentatives barockes kleines Palais war es als repräsentativer Zweckbau und Mittelpunkt der herrschaftlichen Jagd im Griesheimer Forst konzipiert. 1770 oder 1774 brach man das Jagdschloss ab und erst in der zweiten Hälfte des 19. Jahrhunderts wurde an gleicher Stelle ein offener Holzpavillon als Rastplatz für Wanderer errichtet, wie das in ähnlicher Weise auch für die Dianaburg zutraf.
Die kurze Zeitspanne von etwa 60 Jahren genügt, um manche Spukgeschichten oder Sagen um das Haus entstehen zu lassen, deren Hauptperson vor allem der „Schwärzelhannes“ war und auch literarisch ihren Niederschlag fand. Diese gehen vermutlich auf den strengen Oberjägermeister und Geheimrat von Mingerod zurück, der unter beiden Landgrafen diente und zwar von den Landgrafen geschätzt aber von den Griesheimer Anwohnern als gefürchtet und hartherzig verschrien war. Seine böse Seele soll nach seinem Tode gespukt haben und jeweils um Mitternacht starke Winde um das Haus hervorgerufen haben.

## Baubeschreibung
Das Griesheimer Haus war ein markanter quadratischer Bau auf einem aufgeschütteten Hügel, wie Motten im Mittelalter, mit der markanten Dachform eines Glockendaches, das aber oben abgeschnitten einen Dachbalkon mit Steingeländer in etwa der Größe des halbem Hausgrundrisses hatte. Je zwei Giebel mit kreisrunden Fenstern verliehen dem Haus ein verspieltes Aussehen. Der zweigeschossige Bau wies im Erdgeschoss drei größere Fenster in der ersten Etage vier kleinere Fenster auf. Die Ecken waren mit einer geschlossenen Sandsteinfront verkleidet und hatten zum Boden ein vorspringendes kleines Kapitell. Die Traufe umschloss ein doppelt gefasster Sandsteinfries. Zwei durch den Kellerzugang unterbrochene Freitreppen mit doppeltem Sandsteingeländer führten auf der Hauptseite zum Jagdhaus, dass von einer umlaufenden oktogonalen Bastion mit Geländer umgeben war. Aus dem Bild können Kellerfenster im Bastionsbereich abgeleitet werden.
Das Jagdschloss Louisburg war ein barocker quadratischer zweistöckiger dreiachsiger Bau mit einem Mittelrisalit und zwei auf die Ecken zulaufenden Freitreppen, dazwischen ein Keller mit ausgebautem Sandsteinportal. Jeweils drei Dachgauben im Mansardwalmdach wurden durch einen umlaufenden Dachbalkon überhöht, in dessen Zentrum ein viereckiges quadratisches Türmchen mit Spitzhaube und Fenster stand. Ein flacher eingeschossiger Bau wie ein Marstall lag in doppelter Breite hinter dem Jagdschloss. Im Hessischen Staatsarchiv Darmstadt existieren mehrere Aufrisse des Griesheimer Hauses von 1757 bis 1761. Zwei schöne Gemälde stammen von Ernst August Schnittspahn und Johann Georg Stockmar.

## Ansichten
- Ernst August Schnittspahn: Ansicht des Fürstlichen Jagdhauses Louisburg in der Griesheimer Tanne, 1852. Historische Ortsansichten, Pläne und Grundrisse (Stand: 23. Juli 2008). In: Landesgeschichtliches Informationssystem Hessen (LAGIS). Hessisches Institut für Landesgeschichte, abgerufen am 15. November 2016.
- Johann Georg Stockmar: Ansicht des Griesheimer Jagdlusthauses, 18. Jahrhundert. Historische Ortsansichten, Pläne und Grundrisse (Stand: 28. März 2007). In: Landesgeschichtliches Informationssystem Hessen (LAGIS). Hessisches Institut für Landesgeschichte, abgerufen am 15. November 2016.